# Sanatorium Gryf w Połczynie-Zdroju

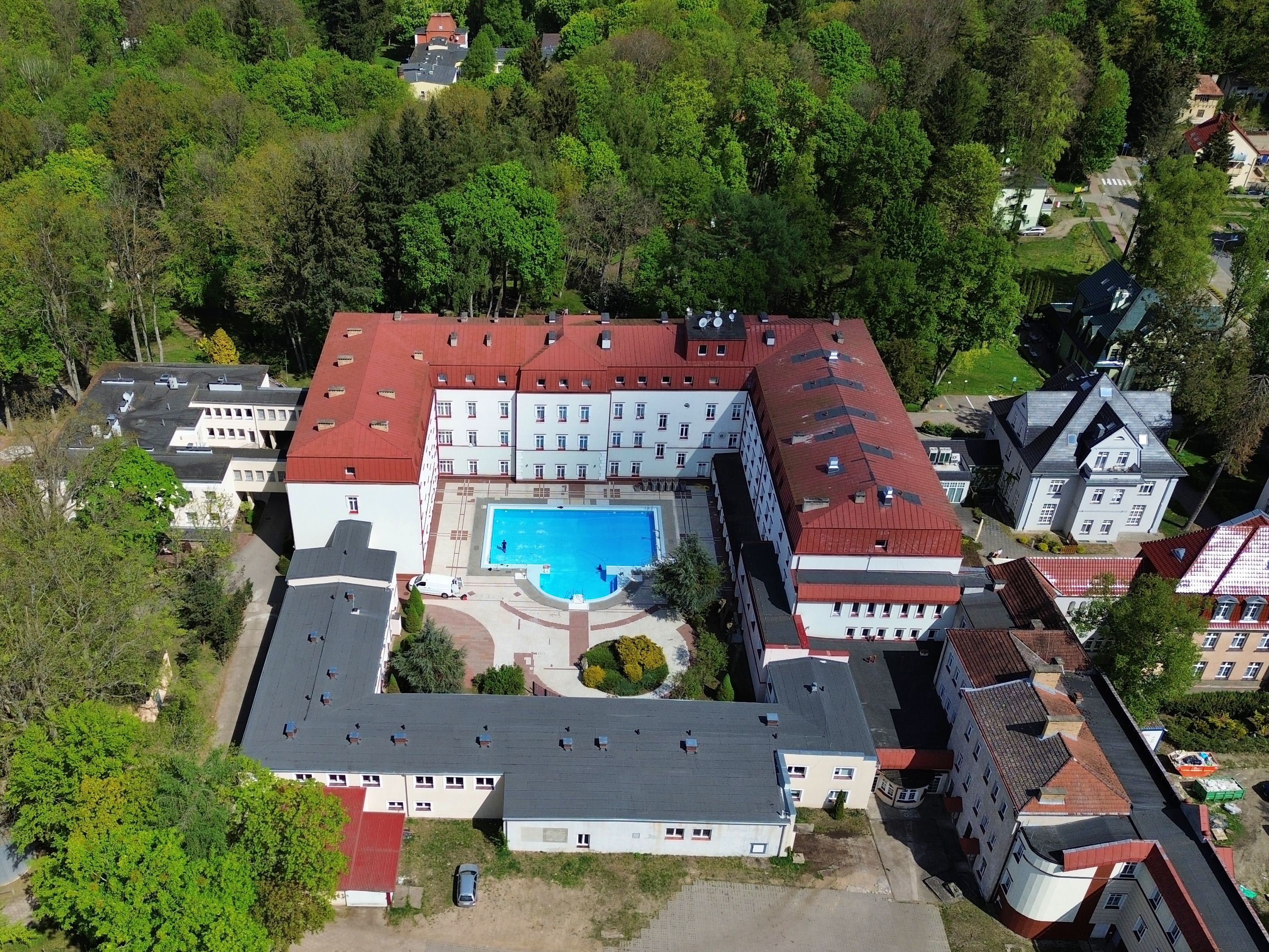
Sanatorium Gryf w Połczynie-Zdroju (widok z lotu ptaka)

Szpital Uzdrowiskowy Gryf – największy obiekt sanatoryjny uzdrowiska Połczyn-Zdrój, zarządzany obecnie przez spółkę Uzdrowisko Połczyn. Zlokalizowany jest na skraju angielskiej części parku zdrojowego, przy ul. Solankowej 8.

## Historia

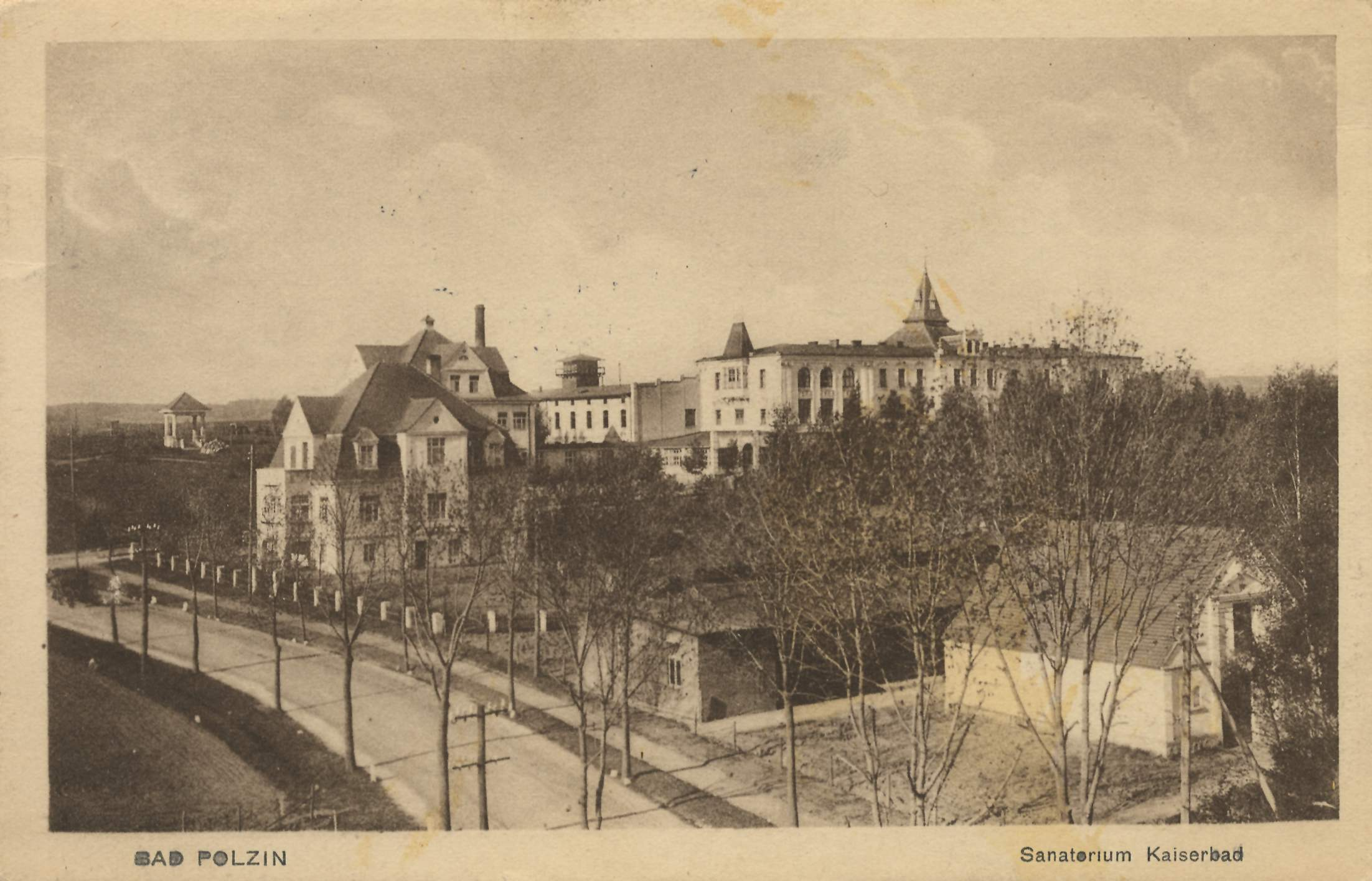
Sanatorium na widokówce z 1916

Został zbudowany z inicjatywy władz miejskich w l. 1894–1896 jako sanatorium Kaiserbad (Sanatorium „cesarskie”) na 350 pacjentów. Od samego początku współpracował z Invaliditäts- und Altersversorgungsanstalt der Provinzen Pommern und Posen (Zakład opiekuńczy dla inwalidów i osób w podeszłym wieku prowincji pomorskiej i poznańskiej). Przed II wojną światową określany mianem „nordyckiego Wiesbaden” lub „borowinowego kurortu Wschodu” był największym sanatorium w Europie płn., jak i dzięki udziałowcowi Mosesowi Libermannowi, największym w Europie sanatorium żydowskim. Szczyt zainteresowania pacjentów tego wyznania sanatorium przypada na 1907. Od 1912 do końca lat 30. sanatorium było własnością dr. Rudolfa Hölzla, stąd jego pełna nazwa w tym okresie – Sanitätsrat Dr. Hölzl’s Kaiserbad-Sanatorium, physikalisch-diätetische Heilanstalt, Staatlich konzessionierte Privatkrankenanstalt, Bad Polzin in der Pommerschen Schweiz (Sanatorium Kaiserbad radcy sanitarnego dr. Hölzla, Sanatorium fizyczno-dietetyczne, Szpital niepubliczny posiadający koncesję państwową, Połczyn-Zdrój w Szwajcarii Pomorskiej). W 1929 dyrektorem sanatorium był Erich Roesner.
W obiekcie funkcjonowało wówczas kasyno, kręgielnia, basen, kilka restauracji, w tym z kuchnią koszerną, jak i dom publiczny. W latach 30. wśród pacjentów dominowała kadra oficerska Wehrmachtu.
W okresie I wojny światowej (np. w 1915) obiekt pełnił funkcję szpitala zapasowego (Res.-Lazarett). Podobnie w okresie II wojny światowej – najpierw wojsk niemieckich, a następnie do 1947 Armii Czerwonej (Лазарет).
Dla polskich kuracjuszy sanatorium było sukcesywnie udostępniane od 1948, przy jednoczesnym prowadzeniu prac remontowych. Do lat 70. ub. w. był to największy obiekt tego typu w Polsce. Obecnie jest przygotowany na obsługę 430 pacjentów. Współpracuje z NFZ oraz z ZUS.